# 桑村郡
- 令制国一覧 > 南海道 > 伊予国 > 桑村郡
- 日本 > 四国地方 > 愛媛県 > 桑村郡

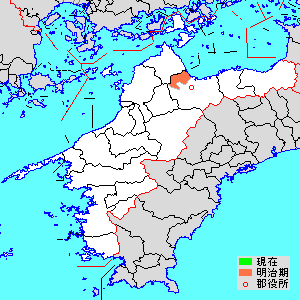
愛媛県桑村郡の位置

桑村郡（くわむらぐん）は、愛媛県（伊予国）にあった郡。

## 郡域
1878年（明治11年）に行政区画として発足した当時の郡域は、西条市の一部（大新田、壬生川、円海寺、明理川、丹原町古田、河之内、丹原町田滝以北）にあたる。

## 歴史

### 古代

#### 式内社
『延喜式』神名帳に記される郡内の式内社。
| 神名帳             | 神名帳   | 神名帳 | 神名帳 | 比定社     | 比定社           | 比定社 | 集成 |
| 社名               | 読み     | 格     | 付記   | 社名       | 所在地           | 備考   | 集成 |
| ------------------ | -------- | ------ | ------ | ---------- | ---------------- | ------ | ---- |
| 桑村郡 3座（並小） |          |        |        |            |                  |        |      |
| 佐佐久神社         | ササクノ | 小     |        | 佐々久神社 | 愛媛県西条市安用 |        |      |
| 布都神社           | フツノ   | 小     |        | 布都神社   | 愛媛県西条市石延 |        |      |
| 周敷神社           | スフノ   | 小     |        | 周敷神社   | 愛媛県西条市周布 |        |      |
| 凡例を表示         |          |        |        |            |                  |        |      |

### 近世以降の沿革
- 「旧高旧領取調帳」に記載されている明治初年時点での支配は以下の通り。（28村）

| 知行         | 知行               | 村数 | 村名 |
| ------------ | ------------------ | ---- | --- |
| 幕府領       | 松山藩預地         | 4村  | 河原津村、楠村、中村、黒本村 |
| 藩領         | 伊予松山藩         | 23村 | 旦之上村、福成寺村、実報寺村、黒谷村、河之内村、上市村、広岡村、石延村、新町村、壬生川村、喜多台村、円海寺村、明理川村、安用村、高知村、徳能村、古田村、田滝村、宮之内村、大野村、高田村、国安村、桑村 |
| 幕府領・藩領 | 松山藩預地・松山藩 | 1村  | 新市村 |

- 慶応4年1月27日（1868年2月20日） - 戊辰戦争により松山藩預地が高知藩預地となる。
- 明治4年
  - 1月19日（1871年3月9日） - 高知藩預地が倉敷県の管轄となる。
  - 7月14日（1871年8月29日） - 廃藩置県により、藩領が松山県の管轄となる。
  - 9月14日（1871年10月27日） - 倉敷県の管轄地域が丸亀県の管轄となる。
  - 11月15日（1871年12月26日） - 第1次府県統合により、全域が松山県の管轄となる。
- 明治5年2月9日（1872年3月17日） - 石鉄県の管轄となる。
- 明治6年（1873年）2月20日 - 愛媛県の管轄となる。
- 明治9年（1876年） - 中村・黒本村が合併して三芳村となる。（27村）

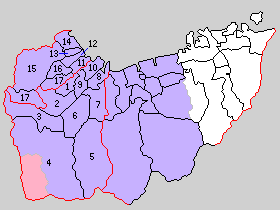
11.壬生川村 12.国安村 13.三芳村 14.楠河村 15.庄内村 16.吉岡村 17.徳田村（紫：西条市 1 - 10は周敷郡）

- 明治11年（1878年）12月16日 - 郡区町村編制法の愛媛県での施行により、行政区画としての桑村郡が発足。「周敷桑村郡役所」が周敷郡丹原村に設置され、周敷郡とともに管轄。
- 明治12年（1879年）1月7日 - 「周敷桑村郡役所」が新屋敷村に移転。
- 明治14年（1881年）9月12日 - 「新居周敷桑村郡役所」が新居郡西条町に設置され、同郡および桑村郡とともに管轄。
- 明治22年（1889年）12月15日 - 町村制の施行により、下記の町村が発足[2]。全域が現・西条市。（7村）
  - 壬生川村 ← 大新田村[3]、壬生川村、円海寺村、明理川村、喜多台村
  - 国安村 ← 高田村、国安村、新市村、桑村、三芳村［一部］
  - 三芳村（三芳村の大部分が単独村制）
  - 楠河村 ← 楠村、河原津村
  - 庄内村 ← 宮之内村、大野村、実報寺村、福成寺村、旦之上村、黒谷村、河之内村
  - 吉岡村 ← 上市村、広岡村、石延村、新町村、安用出作村[4]、安用村［大部分］、高知村［一部］
  - 徳田村 ← 徳能村、徳能出作村[5]、古田村、田滝村、高知村［大部分］、安用村［一部］
- 明治30年（1897年）4月1日 - 郡制の施行により、周敷郡・桑村郡の区域をもって周桑郡が発足。同日桑村郡廃止。